# パイオニア・アノマリー
パイオニア・アノマリー (英: Pioneer anomaly) は、太陽系外に脱出した惑星探査機の実際の軌道と理論から予測される軌道との間に食い違いが見出された問題を示す。 1980年ごろにこの問題が明らかになって以来、その原因をめぐって単なるガス漏れから新しい力学理論までさまざまな可能性が検討されてきた。2011年には過去のデータの詳細な解析によって、探査機が搭載する原子力電池による非等方的な熱放射がアノマリーの原因となっている可能性が高いことが発表され、2012年に再分析した結果、熱放射による減速であると確定した。
現象名の「パイオニア」は、この現象が惑星探査機パイオニア10号と11号で確認されたことにちなんでいる。「アノマリー」を訳してパイオニア異常、パイオニア変則事象といった用語が使われるほか、パイオニア効果 (Pioneer effect)、パイオニア青方偏移 (Pioneer blue shift)、パイオニア減速問題といった名前で呼ばれたこともあった。

## 問題の概要

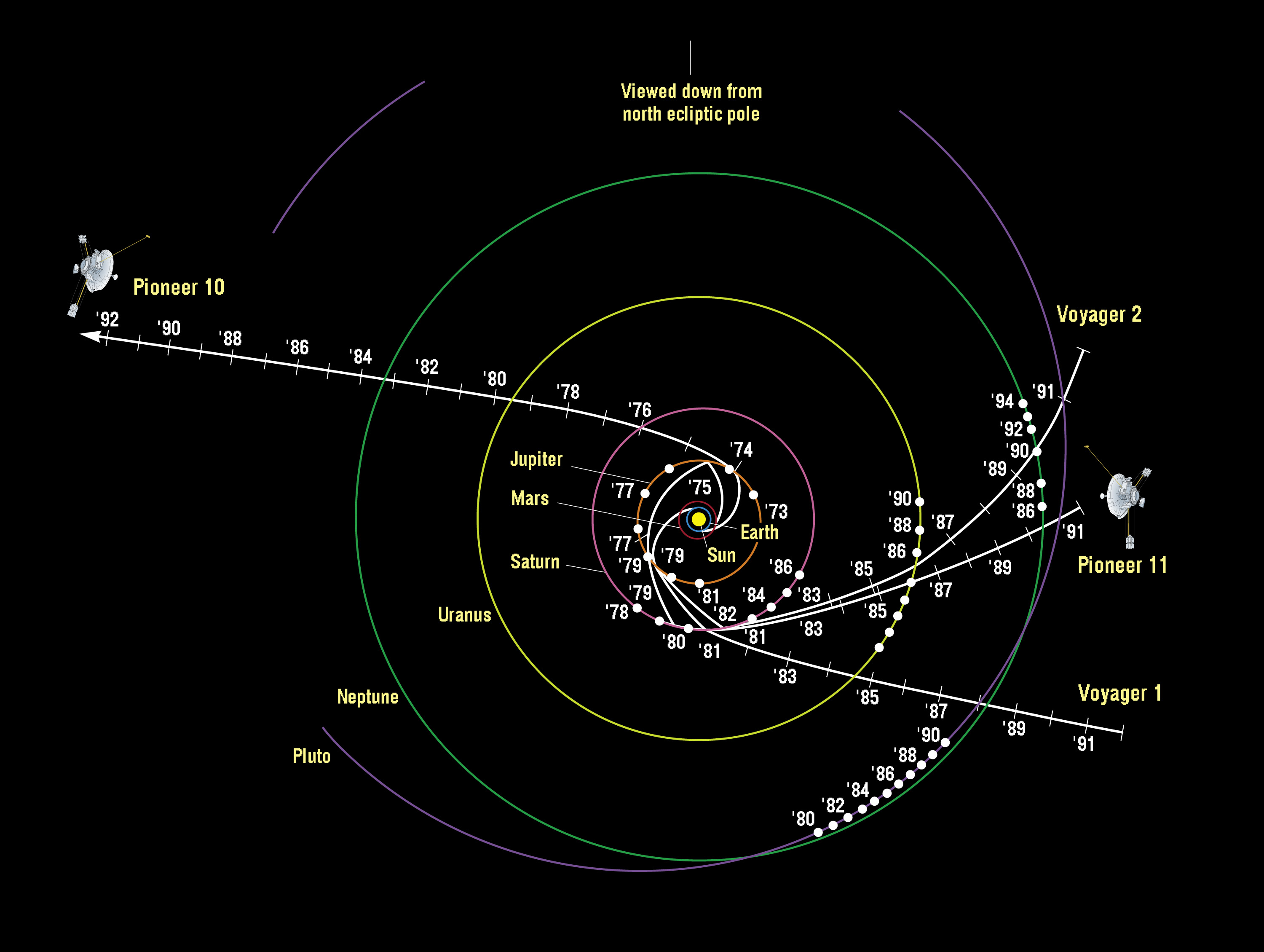
太陽系を脱出する軌道にある4つの探査機と年ごとの位置。 パイオニア10・11号の向きは大きく異なっているが、天王星の軌道（黄色の円）を越えたあたりより同じ程度の内向きの未知の力が作用しているらしい。

ジェット推進研究所 (JPL) のジョン・アンダーソン (John D. Anderson) がこの現象に最初に気づいたのは、太陽系の脱出速度を史上初めて獲得した探査機であるパイオニア10号に関してであった。
アンダーソンは1979年よりパイオニアが送信する電波のドップラー効果のデータから探査機の軌道を決定するモデルを作成していた。 その作業は、あわよくば探査機の動きから未知の天体を発見しようという野心的で極めて精密なものであった。 翌1980年になってアンダーソンは、パイオニア10号が太陽からの距離 20 au（天文単位）、すなわちおよそ天王星の軌道を越えたあたりより予測外の動きをしていることを見出した。 予測では探査機に及ぶ重力以外の最大の力である太陽光による放射圧は、この距離で太陽の反対側へと押しやる 4 × 10−10 m/s2 以下の加速度まで減少するはずであった。 しかしデータはこの放射圧の影響を打ち消して余りあるほどの減速（太陽系内側に向う相対的な加速）をしていることを示していた。
同様の現象はパイオニア11 号でも見つかり、1987年までには、この未知のズレはパイオニア10号・11号どちらの探査機に対してもおおよそ太陽に引き寄せられる向きのほぼ同じ大きさの弱い加速度として説明されることが見出された。 両探査機は太陽系からほとんど逆の方向へ向けて遠ざかっており、当初期待されたような未知の天体による重力とは考えにくかった。 この食い違いの原因を解明するために、銀河からの重力、探査機の姿勢制御によるガス噴射や予定外の「ガス漏れ」による推力、惑星の天体暦や地球の向き・歳差・章動の暦の値の誤り、搭載されていた原子力電池による偏った熱放射、通信による放射圧、さらに軌道分析プログラムの誤りまで、考えうるあらゆる可能性が検討されたが、原因は不明のままであった。
こうした加速度が他の探査機でも見られるかを調べるために、木星探査機ガリレオや、太陽系の極軌道にあるユリシーズ探査機のデータの検討もなされた。 結果、太陽との距離が近く放射圧が大きいことなどから十分明確ではなかったものの、同様の食い違いの証拠が認められた。 この現象は簡単には解決できないものである可能性が高まったため、1995年から正式な調査が始まり、1998年にアンダーソンらによる論文が提出された。 以降、この不可解な現象は「パイオニア・アノマリー」として知られることとなった。
その後の詳細な検討では、この加速度 aP は太陽から 20 au 以上の距離で距離にほとんど依存せず、太陽の方向を向いたものとした場合 aP = (8.74±1.33) × 10−10 m/s2 となると見積もられた。 これは非常に小さな値であり、地球上の重力加速度と比べるならその100億分の1ほどの大きさである。 しかしこうした加速が続いた場合、計算上の位置の予測とのずれは一年でおよそ 400 km、30年でおよそ 40万 km となる。
パイオニアと同様に太陽系の脱出軌道にある2つのヴォイジャー探査機は、パイオニアとは異なって3軸制御を用いており、日に何度も小さなガス噴射を行って安定な姿勢を保っていたため誤差が大きく、こうした小さな加速の効果を正確に測定するのは困難である。 土星探査機カッシーニも主として同様の3軸制御を行っており、今のところ確定的な帰結は導かれていない。 ただし、カッシーニは洗練された追跡装置を備えている上、巡航中の大部分はリアクションホイールによる安定化を行っていたため、今後そのデータを検証に用いることも期待できる。 なお、パイオニア11号は1995年を最後に、10号は2002年を最後にテレメトリー・データの交信を絶ち、現在もはや新しいデータは得られていない。

## 原因

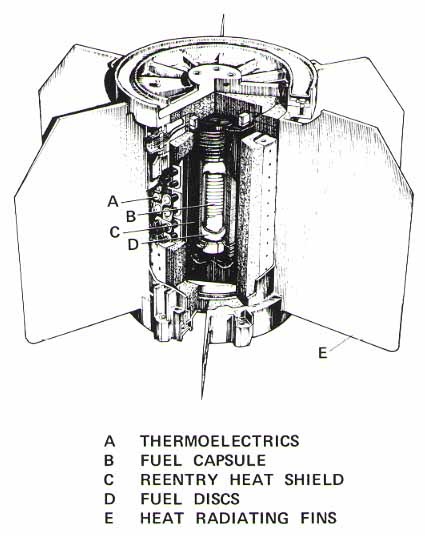
パイオニアの原子力電池。 燃料 (B) から発生する熱のうち熱電素子 (A) によって 6 % のみが電力に変換され、ほとんどの熱は 6 枚の放熱板 (E) から宇宙空間に放射される。 等方的でない放射は予期せぬ推進力となる。

パイオニア・アノマリーの原因は、原子力電池 (RTG) や探査機の機器などから生ずる熱放射による推進力であった。
太陽から遠く離れた外惑星の探査を行うパイオニア10・11号は太陽電池が利用できないため、プルトニウム238の崩壊熱を利用した原子力電池によって電力を供給していた。 各探査機に搭載された原子力電池は打ち上げ前のテストの段階でそれぞれ合計 2500 W 以上の熱を発生していた。 こうして発生する熱のほとんどは RTG の放熱板から前後にほぼ等方的に放射され、電力に変換された一部は中心部の機器で熱に代わる。 もし熱の不均一な伝達や、メインアンテナの背部での反射なども含め不均等な熱放射が大きければ、予期しない推進力を生じさせる原因となると考えられる。 当初、熱の放出は十分に等方的だと推定されていたものの、観測されているアノマリーを説明するには最小で 65 W の指向的な放射が生じればよいとされ、わずかな非等方性も無視できないため、熱放射の詳細な検討が望まれていた。
2008年には探査機の姿勢と熱の流れを詳細にモデル化することによって、探査機の実際の温度データをほぼ再現するシミュレーションが可能となった。 予備的な結果では、従来見積もられていた値よりもその効果は大きく、熱が特定の方向に偏って放射されることによって、観測されているアノマリーの大きさのおよそ 30 % までが説明できるとされた。そして2012年に最終的に熱放射がパイオニア・アノマリーの原因であることが確定した。

## 検討されていた説明

パイオニア10号。 主要な観測機器や推進剤タンクはパラボラ・アンテナの背後にあり、本体から離れた2つの腕 (ブーム) の先に 4 基の原子力電池がある。 全体がスピンすることにより安定した姿勢を保ち、アンテナは地球の方向へ向くよう調整された。

この問題の原因として、誤差によるとする可能性から新しい物理現象であるとする提案まで、様々な可能性が検討されていた。 

### 観測・計算誤差
この効果が観測あるいは計算誤差であり、実際には問題となっているような減速が起こっていないという可能性について検討するため、パイオニアの過去のドップラー・データとテレメトリー・データの多角的な分析が継続的に行われた。 アンダーソンの論文では JPL とともに別の機関の解析プログラムでも調査され、ほぼ同様のアノマリーの値を得ていた。 さらに2010年現、別々の航行データから別々の解析プログラムを用いて合計6つの独立な検証が行われており、それによればドップラー・データの中にこの効果が現れていることが確かだとされた。

### 既知の物理的効果
既知の物理的効果であるが、それが軌道の予測モデルで適切に考慮されていない種々の可能性も検討されている。 最も単純な候補として未知の重力源からの重力があるが、エッジワース・カイパーベルト天体に関してはその大きさも効果もアノマリーの説明とはならないとされる。 また、何らかの重力によるとする場合には、惑星についてもその影響が及んでいなければならない。 地球や火星に関しての測定は精密で、アノマリーに対応するような要素はみられないことが明らかとなっている。 光学的にのみ観測されている遠い惑星に関しては、同様に観測にかかるだけの大きさの効果が現れているはずであるという研究もあるものの、依然確定的ではない。 アノマリーにみられるような中心に向かう一定の大きさの加速度を生むためには、例えば、少なくともある距離より先で距離に反比例した密度をもつ何らかの質量が球対称に分布すると想定すればよい。 この場合、内側の天体に影響は現れない。 通常の物質でそうしたものは確認されていないが、それが重力のみで相互作用する予測された暗黒物質ではないかという可能性も含め検討されていた。 
軌道の食い違いは微弱なものであり、その検証にはさまざまな効果の詳細な検討が必要とされる。 太陽系を飛行する探査機の運動はほとんど重力で決定されるものの、精密な軌道決定のためには、その相対論的補正や接近した惑星の質量分布のような詳細な重力の効果はもとより、さまざまな重力以外の力も考慮せねばならない。 こうした中で太陽光の放射圧は近距離で重力に次ぐ支配的効果をもつ。 しかし、問題のアノマリーとは逆向きの外側へ向けて作用し、なおかつ太陽からの距離とともに逆2乗で減少する。 近距離でのデータから見積もったこの値は問題となっている距離ではアノマリーの効果よりはるかに小さなものとなり、モデルにおける見積もりが大きく誤っている可能性は除外された。 太陽風、すなわち太陽から吹き付ける陽子などによる圧力も同様に逆向きに作用し、かつその効果は小さいと見積もられた。 探査機が帯電し木星や土星の磁場によってローレンツ力を受けた可能性も検討されたが、やはり効果ははるかに小さい。 また、通信ビームによる反作用、探査機からの電波の伝達に荷電粒子が作用する太陽コロナ効果、さらに探査機の時計や受信側のディープ・スペース・ネットワークの機器の不安定性による影響も小さなものと見積もられている。
この他にも、接近した惑星からの放射光、惑星間磁場、衝突した粒子による抵抗、探査機のスラスター噴射のモデルの正確さ、推進剤タンクや原子力電池・蓄電池からのガス漏れによる予期せぬ推進力、探査機との交信時の地球電離層や対流圏の電波に対する影響、電波の円偏光と探査機のスピンによる周波数変動、地上送受信施設の正確な位置や変動、天体暦の正確さなど様々な可能性が検討された。

### 新しい現象の可能性
パイオニア・アノマリーは、従来の理論で説明できない新しい現象を示している可能性があるだけに、幾人かの理論家がアノマリーに新たな物理的意味を見出そうとし、力や重力の理論の改変も含む新しい枠組みの理論や宇宙論に基づく解釈を用いて説明を行おうと試みている。 宇宙論との結びつきとして、単なる偶然か秘められた物理的意味があるのかはわらないものの、アンダーソンらはアノマリーとして測定されている加速度 aP = (8.74±1.33) × 10−10 m/s2 が、光速度 c とハッブル定数 H0 の積 cH0 に近いことを指摘していた。 しかし、aP = cH0 とした場合、ハッブル定数は H0 = 95±14 km/s/Mpc でなければならないが、その後WMAP衛星などによってハッブル定数の決定が進み、2010年現在ではH0 はこれより小さい 73 km/s/Mpc 程度となっている。
アノマリーを説明するために数多くの非標準的な物理理論との対照が行われ、また新たな理論が提示されてきた。 まず、アノマリーが直接に我々の重力に関する知識の不完全さを示すものと考え、その修正によって説明しようとする様々な理論が検討された。 修正ニュートン力学 (MOND) のパラダイムはアンダーソンの最初の報告でもパイオニア・アノマリーとの関係が示唆されていた。 これは、1980年代以降、銀河の回転曲線問題を説明するために、モルデハイ・ミルグロムやヤコブ・ベッケンシュタインが提案していたもので、通常のように暗黒物質を仮定する代わりに、微弱な加速度ではニュートン力学が示すものよりも相対的に小さな力しか必要としないとしたものである。 他にも、ジョン・モファットが提案している修正重力理論、すなわち重力が湯川型のポテンシャルの項をもつとした理論や、一般相対論の通常のテンソル場に加え別の場を追加する理論などが検討された。 こうした説明は他の重力相互作用にもとづく説明と同様に他の惑星にその効果が現れなければならないという困難があるが、ミルグロムによれば修正は重力相互作用ではなく慣性に対してのものだと解釈できるとする。
一方、パイオニア・アノマリーと膨張宇宙との関係も検討された。 こうした議論では、丁度、19世紀のフーコーの振り子が地表が慣性系ではないことを明瞭に示したように、アノマリーはいわば太陽系に対する宇宙スケールでのフーコーの振り子を示しているものであるとみなされた。 特に、パイオニア・アノマリーの公表は、Ia型超新星 (w:type Ia supernova) の観測によって宇宙の加速膨張が明らかになった時期と重なったため、この新たな宇宙像との関係について議論が過熱した。 単純には加速膨張の効果はアノマリーとは逆向きの作用をもたらす上、非常に小さなものであることが明らかとなっているが、定常宇宙論の一種であるヨーハン・マルリェーのESTから、時間依存の万有引力定数やスケール依存の宇宙定数、さらにf(R) 重力との関係まで多様な枠組みでの議論が継続している。

## 課題と検証の試み
2010年にパイオニア・アノマリーに関する問題を詳細にレビューしたトゥルィシェフ (Slava G. Turyshev) とトート (Viktor T. Toth) は、当時残っていた主な課題として以下を挙げている。
加速の正確な方向アノマリーの方向がおよそ太陽系の内側に向いた加速であったことは明らかだが、それが実際太陽の方向であったか、地球の方向であったか、探査機の自転軸に沿った向き、あるいは探査機の進行方向後ろ向きであったのかは明らかでない。 もし方向が明らかになれば原因を絞り込む大きな手がかりとなる。 例えば、パイオニアは毎分 4–9 回のスピンを行っているので、熱放射が未知の力の原因であるなら、その方向は太陽に向けてではなく、回転軸方向へと向いたものであったと考えられる。 太陽から遠距離ではこれらの方向は近接し分離が困難であるため、復元された近距離のデータが解析されなければならない。
大きさの変動2010年当時、アノマリーは 20 au の距離を越えて以降、10 % 程度の変動の範囲内でほぼ一定であったと考えられている。 もし原因が熱放射なら、一定の時定数をもつ崩壊熱の指数関数的減少に対応した減少がみられるはずであり、本当にそのような減少が起こっていなかったのかどうかが問題となる。
加速の起こる範囲パイオニア10号のデータからは 27–70 au の範囲でほぼ一定の大きさでみられることを示し、11号のデータは木星から土星への飛行中に小さなアノマリーが見られた後、土星フライバイ後に増大していることを示している。 しかし、特に近距離の場合には太陽からの放射圧の影響や、高頻度のマヌーバのために誤差が大きく、ある距離からだけみられるものなのかどうかは十分明確ではない。 また太陽からの距離だけに依存するのか、軌道の形も関係するのかも明らかではない。
パイオニア探査機との交信すべてを記録した1987年以前のマスター・データ・レコード (MDR) は古い磁気テープ媒体に記録されたまま放置されていたため、長らく利用不能であった。 2010年に、民間資金によってこれらのデータの変換が完了し、それを用いた詳細な検討が行われる予定である。
また今後運用されるいくつかの太陽系探査機をパイオニア・アノマリーの測定に利用することが期待されている。 特に、冥王星とエッジワース・カイパーベルト天体の観測をめざして2006年に打ち上げられたニュー・ホライズンズ探査機はパイオニアと同じくスピン制御を用いているため、今後有用なデータをもたらす可能性が期待されている。 ただし、探査機は木星フライバイから冥王星到着直前まで通信をほとんど行わない「冬眠」モードで運用されているため、現在のところごくわずかなドップラー・データしか得られていない。